# Gourrama
Gourrama (arabiska: كرامة) är en ort i Marocko, som i folkräkningen räknas som stad i landskommunen med samma namn. Den ligger i provinsen Midelt och regionen Drâa-Tafilalet, 300 km sydost om huvudstaden Rabat. Antalet invånare var 5 163 vid folkräkningen 2014.